# Останній перевал
«Останній перевал» (азерб. «Axırıncı aşırım») — радянський художній фільм, знятий режисером Камілем Рустамбековим у 1971 році у на кіностудії «Азербайджанфільм» за мотивами роману Фармана Керімзаде «Сніговий перевал».

## Сюжет
1930 рік. У селі Карабаглар проходять збори землевласників села, на якому з промовою виступає представник радянської влади Шабанзаде (грає Шамсі Бадалбейлі). Його пропозиція полягає в тому, щоб кошти населення (земля, обладнання, худоба, насіння) знаходилися в громадському користуванні, щоб всі вступили в колгосп, приводячи в приклад те, що п'ять пальців руки сильні тільки тоді, коли рука перетворена в кулак. Однак серед землевласників є і ті, хто незадоволений цією пропозицією. Серед них є і Кербалаї Ісмаїл (грає Аділь Іскендеров), один з авторитетних і шанованих людей в селі. Він з презирством ставиться до пропозиції про створення колгоспу, дізнається від Імана (працював колись у нього на млині і став тепер комсомольцем), що головою збираються призначити його колишнього слугу (пастуха) Салеха. Кербалаї каже, що обійдеться і без колгоспу і не може бути нарівні з тими, хто був його слугою до встановлення радянської влади.
Цієї ж ночі до Кербалаї прибуває пошарпаний Гамло (грає Мелік Дадашев), його права рука, і повідомляє, що червоноармійці оголосили куркулем і розстріляли Мешаді Джаміля, знайомого Кербалаї, і що тепер прийдуть і за ним. Кербалаї відповідає, що цього не буде: «Подивимося чим закінчитися ця гра в колгосп-молхоз», — відповідає він.
Як і передбачав Гамло, більшовики приходять до маєтку Кербалаї і починають шукати мішки з зерном. Кербалаї ж тим часом скаржиться на них Іману (грає Шахмар Алекперов), який очолює загін червоноармійців. Іман пояснює, що зерно потрібно голодуючим в місті, на що Кербалаї відповідає, що нікому нічого не винен. У таємній коморі маєтку більшовики знаходять тридцять два мішка з зерном і збирають його перед будинком. Цієї ж ночі Кербалаї посилає Гамло вбити застреливши Імана. Але той, побачивши у вікні будинку Імана його дружину не вирішується стріляти в будинок, боячись її зачепити, і стріляє в повітря. Наступного дня Кербалаї, думаючи, що Іман мертвий наказує своїм людям віднести мішки назад в комори. Але в цей час приходять червоноармійці на чолі з Іманом та перешкоджають цьому, заявивши, що тепер це державне зерно. Іман каже Кербалаї про нічну стрільбу, і що ворогів спіткає доля Мешаді Джаміля.
Відбувається сцена народних гулянь і танців. Але святкування і весільні торжества в селі обриває стрілянина. Люди Кербалаї на чолі з Гамло нападають на червоноармійців, які вивозять зерно. Іман дає печатку сільради і свій партійний квиток дружині, яка тікає і ховається. Салеха вбивають і беруть багатьох в полон, у тому числі і Імана. «Ну і де твоя радянська влада», — каже Гамло Іману. Одному зі зв'язаних полонених, якого садять на коня, Гамло каже: «Іди і скажи їм, що Кербалаї не знає ніякої радянської влади».
У райкомі партії більшовики Талибов і Халіл набирають добровольців в червоноармійський загін. У цей час приїжджає Шабанзаде і повідомляє Талибову про збройний опір Кербалаї Ісмаїла в Карабагларі. Талибов хоче, щоб в село було направлено озброєний загін, але Шабанзаде каже, що центр проти і хоче відправити людину для переговорів з Кербалаї Ісмаїлом, людину, якій Кербалаї довіряє. Для цього був обраний Аббаскулі бек Шадлинський (грає Гасан Мамедов), старий друг Кербалаї Ісмаїла і колишній бек. Він разом зі своїм другом Халілом і більшовиком Талибовим за пропозицією Шабанзаде відправляються в Карабаглар для переговорів. Аббаскулі бек відмовляється брати зброю, кажучи що їде як гість, але Талибов бере пістолет.
Люди Кербалаї, впізнавши Аббаскулі бека, пропускають його в село. Кербалаї дізнається про прибуття Шадлинського і роздумує про плани людей, що послали його до нього. Гамло, який люто ненавидить більшовиків, з недовірою ставиться до прибуття Аббаскулі бека. Він, каже, що це вже не той Аббаскулі бек і просить у Кербалаї Ісмаїла дозволу вбити Шадлинського, на що отримує зухвалу відмову. Кербалаї Ісмаїл говорить: «будь то друг чи ворог, ми повинні зберегти свою гідність».
У селі всі з повагою ставляться до Шадлинського. Його приймають в будинку Велі, одного із соратників Кербалаї Ісмаїла. Коли ж Аббаскулі бек говорить про те, що прийшов поговорити з Кербалаї, Велі відповідає, що Кербалаї в сусідніх селах і скоро повернеться. Під час обіду між гостями зав'язується суперечка. Талибов і Халіл стверджують, що при колгоспі праця буде загальною і урожай буде багатшим. Селяни-землевласники ж кажуть, що їхні землі відбирають під приводом створення колгоспу, через що і зав'язалася ворожнеча. Один з них каже: «Ми народилися чоловіками, і помремо чоловіками!», після цих слів Аббаскулі бек відправляється в дорогу.
У своєму маєтку Кербалаї Ісмаїл говорить своїм людям, що радянська влада їх боїться і коли його запитують, чому така боягузлива влада повалила правління режиму Миколи II, яке тривало триста років, він говорить, що Миколу покарав сам Аллах через те, що той залишив в руїнах багато мусульманських сіл і міст. Потім до Кербалаї Ізмаїла ведуть Імана, а після і Бейлера. Кербалаї каже їм, що ті збилися зі шляху вступивши до більшовиків і пропонує їм перейти на його сторону. Але ті відмовляються. Тоді Кербалаї каже, що покінчить з їх радянською владою в селі і замість їх червоного прапора повісить свій прапор. Потім наказує Гамло вбити обох.
Аббаскулі бек, Халіл і Талибов приїжджають до Самеда, щоб переночувати. Самед дізнається, що ті їдуть до Кербалаї і каже, що це великий ризик. Він розповідає, що люди Ісмаїла на чолі з Гамло розправляються з усіма, хто переходить на сторону радянської влади. Так вони вчинили з Худаяром, що зібрав людей проти Кербалаї. Талибов, каже, що вести переговори безглуздо і треба повернутися сюди з армією. Але Аббаскулі бек каже, що поки не поговорить з Кербалаї Ісмаїлом нікуди не піде. Цієї ж ночі в будинок Самеда в пошуках дружини Імана вривається Гамло, але наткнувшись на Аббаскулі бека, йде. Наступного ранку Халіл веде переодягнену в чоловічий одяг дружину Імана до свого друга Ширалі, який живе поруч із мавзолеєм Ядулли, сина Кербалаї. Зайшовши в мавзолей Шадлинський розповідає Талибову, що сина Кербалаї Ісаміла вбили, а тіло віддавати не хотіли. Тоді втрутився він, Аббаскулі бек, і після довгих переговорів вдалося повернути тіло і поховати. Раптово вони наткнулися в мавзолеї на брата Худаяра, який ховався від людей Ісмаїла. Від нього і дізнаються про місцезнаходження Кербалаї Ісмаїла і відправляються до нього в каравансарай.
Всупереч відмові Гамло, Аббаскулі бек все ж піднімається до Кербалаї Ізмаїла і у них зав'язується розмова. Аббаскулі бек каже, щоб Кербалаї склав зброю. Кербалаї ж звинувачує радянську владу в несправедливому ставленні до нього. Він просить Аббаскулі бека не вплутуватися в цю ворожнечу. Коли Аббаскулі бек каже, що вести війну з радянською владою безглуздо, що у Ісмаїла немає ні армії, ні гармат, той відповідає: «зате у нас є честь і гідність, протримаємося».
Не добившись бажаного результату Шадлинський, Талибов і Халіл повертаються назад. При переході через перевал їх без дозволу Кербалаї Ісмаїла наздоганяє Гамло зі своїм загоном. Гамло думає, що Аббаскулі бек збирається послати озброєний загін. Зав'язується перестрілка. Талибов і Халіл гинуть. Аббаскулі бека Шадлинського вбиває Гамло. Зганьблений Кербалаї Ісмаїл вбиває Гамло, який порушив його наказ. Кербалаї Ісмаїл просить Велі принести тіло Аббаскулі бека, кажучи, що він повинен бути похований не з селянами, а як бек. Але той відповідає, що всі жителі села на похоронах Шадлинського. Фільм закінчується сценою похорону Аббаскулі бека і видами на перевал.

## У ролях
- Аділь Іскендеров —  Кербалаї Ісмаїл, знатний землевласник села Карабаглар, керівник збройного опору з радянською владою
- Гасан Мамедов —  Аббаскулі бек Шадлинський, комуніст, земляк і давній друг Кербалаї Ісмаїла
- Мелік Дадашев —  Гамло (Гамбералі бек), права рука Кербалаї Ісмаїла, який керував його загонами
- Гамлет Ханизаде —  Талибов, друг Аббаскулі бека Шадлинського
- Гасан Турабов —  Халіл, більшовик
- Шамсі Бадалбейлі —  Шабанзаде, голова райкому партії
- Шахмар Алекперов —  Іман, більшовик, керуючий загоном червоноармійців, які конфіскували зерно Кербалаї Ісмаїла
- Тамілла Рустамова —  Новресте, дружина Імана (озвучувала  Клавдія Козльонкова)
- Абдул Махмудов —  Бейлер, більшовик з загону Імана
- Садиг Гусейнов —  Самед, селянин, у якого ховається дружина Імана
- Ельхан Гасимов —  Велі, людина Кербалаї Ісмаїла
- Фазіль Салаєв —  Рашид, людина Кербалаї Ісмаїла
- Аббас Рзаєв —  Ягуб кіши
- Ахмед Ахмедов —  людина Кербалаї Ісмаїла
- Мухтар Афшаров —  Расул, людина Кербалаї Ісмаїла
- Мірзабала —  Ширалі, друг Халіла.
- Кубра Алієва — епізод
- Таріель Гасимов —  брат Худаяра
- Бахадур Алієв —  Ейваз
- Юсиф Юлдуз —  людина Кербалаї Ісмаїла
- Ельхан Агагусейноглу —  комсомолець
- Дадаш Казимов —  Самандар, людина Кербалаї Ісмаїла
- Гюмрах Рагімов —  людина Кербалаї Ісмаїла
- Мамедсадиг Нурієв —  селянин
- Наджиба Бейбутова —  селянка
- Каміль Губушов —  селянин
- Алі Халілов —  селянин
- Гаджи Ісмайлов —  селянин
- Каміль Магеррамов —  селянин
- Агахан Салманов — епізод

## Знімальна група
- Режисер — Кяміль Рустамбеков
- Сценарист — Фарман Керімзаде
- Оператор — Расім Ісмайлов
- Композитор — Аріф Меліков
- Художник — Надір Зейналов